# Blaesoxipha devulsa
Blaesoxipha devulsa är en tvåvingeart som först beskrevs av Henry J. Reinhard 1947.  Blaesoxipha devulsa ingår i släktet Blaesoxipha och familjen köttflugor.
Artens utbredningsområde är Ohio. Inga underarter finns listade i Catalogue of Life.